# Some Great Videos
Some Great Videos fou la primera compilació de vídeos de la banda britànica Depeche Mode, format per deu vídeos musicals dirigits per Clive Richardson o Peter Care. Es publicà coincidint amb el llançament de l'àlbum The Singles 81>85 l'any 1985.
Inclou deu videoclips en la seva versió original: el primer de "Just Can't Get Enough", tots els videoclips realitzats entre "Everything Counts" (1983) i "It's Called a Heart" (1985), i un vídeo extra amb un directe de "Photographic".

## Vídeos
VHS: Virgin / VVD193 (Regne Unit) 
1. "Just Can't Get Enough"
2. "Everything Counts"
3. "Love, in Itself"
4. "People Are People" (Different Mix)
5. "Master and Servant"
6. "Blasphemous Rumours"
7. "Somebody"
8. "Shake the Disease"
9. "It's Called a Heart"
10. "Photographic" (directe)

 VHS: Sire / 38124-3 (Estats Units) 
1. "Just Can't Get Enough"
2. "Everything Counts"
3. "Love, in Itself"
4. "People Are People" (Different Mix)
5. "Master and Servant"
6. "Blasphemous Rumours"
7. "Somebody"
8. "Shake the Disease"
9. "It's Called a Heart"
10. "Photographic" (directe)
11. "A Question of Lust"

 LD: Sire / 38124-6 (Estats Units) 
1. "Just Can't Get Enough"
2. "Everything Counts"
3. "Love, in Itself"
4. "People Are People" (versió 12")
5. "Master and Servant"
6. "Blasphemous Rumours"
7. "Somebody"
8. "Shake the Disease"
9. "It's Called a Heart"
10. "Photographic" (directe)
11. "A Question of Lust"

 VHS: Mute Film / MF034 (UK − 1998) 
- Rellançament amb el títol Some Great Videos 81>85 coincidint amb el rellançament de The Videos 86>98 amb les mateixes cançons que l'edició original.

## Dades
- Totes les cançons són escrites per Martin Gore excepte "Just Can't Get Enough" i "Photographic" que són escrites per Vince Clarke.
- Malgrat que ja havien filmat un videoclip per "People are People", la discogràfica va decidir utilitzar la versió "Different Mix" del videoclip. La versió original no es va publicar mai fins a la reedició de The Best Of, Volume 1 de l'any 2006.
- "Photographic" es va extreure de l'àlbum de vídeos The World We Live In and Live in Hamburg, publicat el mateix any.
- Tots els videoclips van ser dirigits per Clive Richardson excepte "Shake the Disease" i "It's Called a Heart" que foren dirigits per Peter Care.